# Désirée von Delft
Désirée von Delft (Wilmersdorf, 27 febbraio 1985) è un'attrice tedesca.

## Filmografia
- Nur mit euch!, regia di Udo Witte – film TV (2013)
- Bibi & Tina: Voll Verhext!, regia di Detlev Buck (2014)
- Tempesta d'amore (Sturm der Liebe) – serial TV, 418 puntate (2017-2020)
- Aktenzeichen XY... ungelöst! – serie TV, 1 episodio (2020)